# Quett Masire

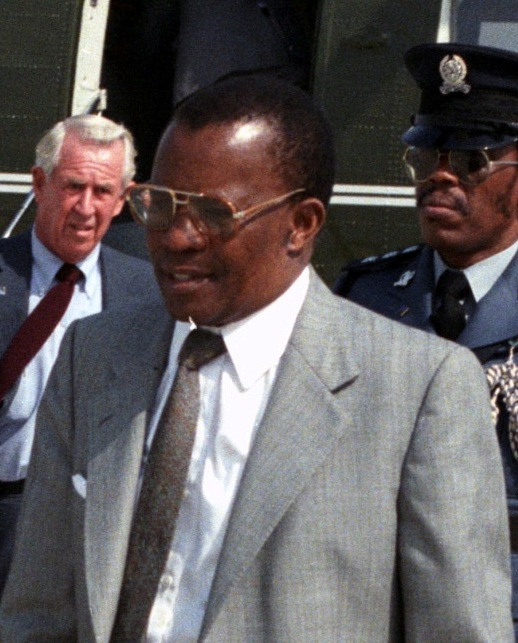
Quett Masire 1984.

Quett Ketumile Joni Masire, född 23 juli 1925 i Kanye, Botswana, död 22 juni 2017 i Gaborone, var Botswanas vicepresident 1966-1980 och president 1980-1998. Han kallade sig sedan 1991 för Ketumile Masire.